# Leghemoglobina

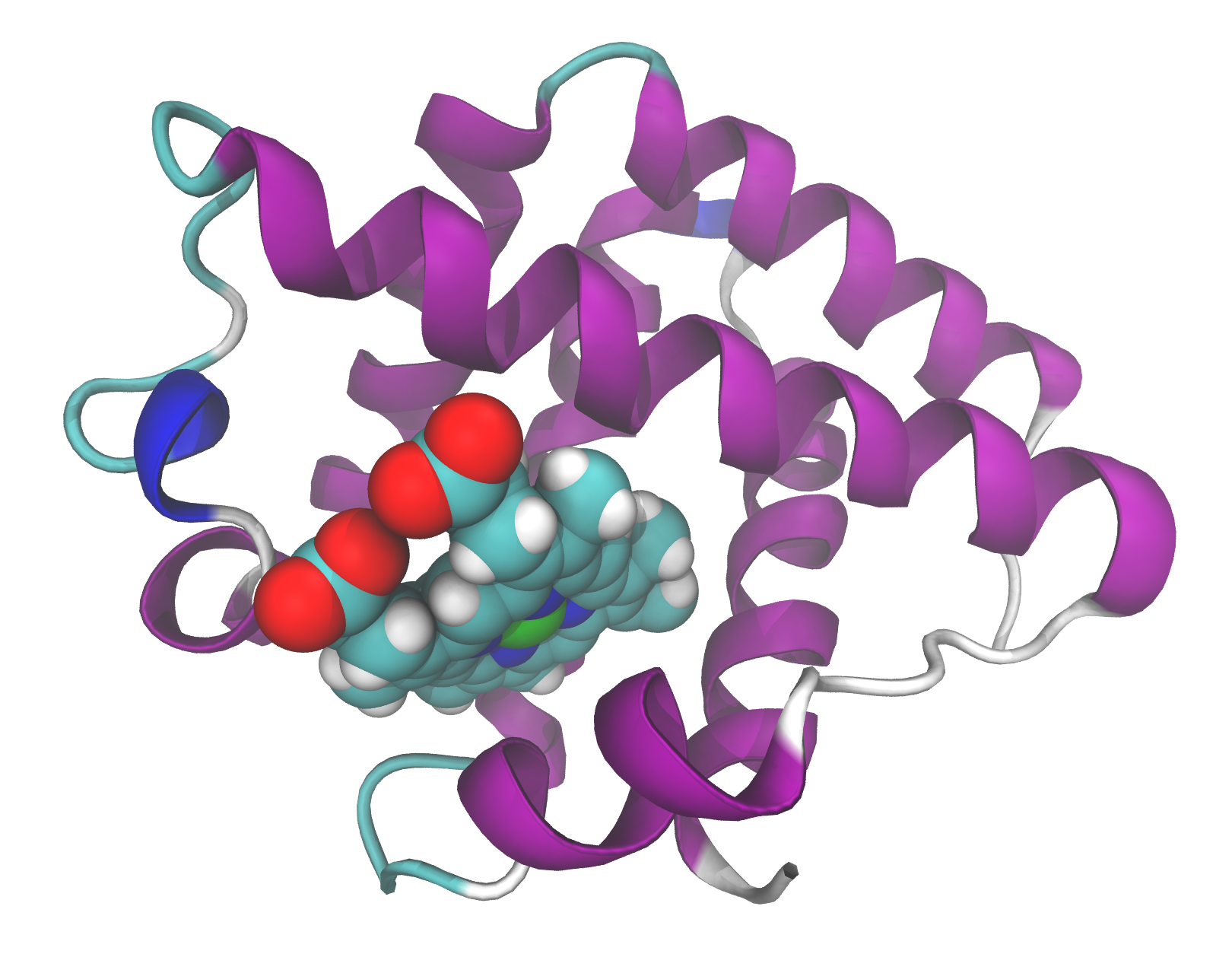
Model leghemoglobiny

Leghemoglobina jest hemoproteiną wiążącą tlen znalezioną w brodawkach korzeniowych roślin bobowatych. Rośliny te pozostają w symbiozie z bakteriami posiadającymi zdolność wiązania azotu atmosferycznego (bakterie brodawkowe). Kompleks enzymatyczny – nitrogenaza  odpowiedzialny za przekształcenie azotu cząsteczkowego do jonów amonowych może działać tylko w środowisku beztlenowym. Dlatego jej działanie w komórkach korzeni roślin jest możliwe po obniżeniu stężenia tlenu poprzez związanie go z leghemoglobiną.
Leghemoglobina ma budowę i właściwości podobne do hemoglobiny i jak hemoglobina jest czerwona. Panuje przekonanie, że białko jest produktem zarówno rośliny, jak i bakterii. Część hemową wytwarzałby symbiont, a globina powstawałaby w komórkach rośliny. Nowsze badania nie potwierdzają tych informacji. Prawdopodobnie także cześć hemowa jest produkowana przez roślinę.
Leghemoglobina ma wysokie powinowactwo do tlenu (Km około 0,01 µM), około dziesięć razy wyższy niż łańcuch β ludzkiej hemoglobiny.